# John Shae Perring

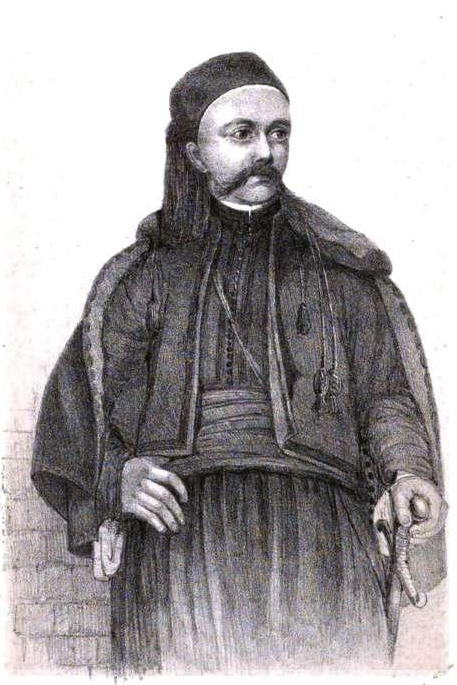
John Shae Perring

John Shae Perring (* 24. Januar 1813 in Boston, Lincolnshire; † 16. Januar 1869 in Manchester) war ein britischer Ingenieur, Anthropologe und Ägyptologe, der hauptsächlich durch seine Forschungs- und Dokumentationsarbeit an zahlreichen ägyptischen Pyramiden bekannt wurde.
Im Jahre 1837 begann der Ägyptologe Richard William Howard Vyse mit Perring und zunächst noch zusammen mit Giovanni Battista Caviglia mit Ausgrabungen in Gizeh, um die Pyramiden zu erforschen und zu dokumentieren. Nach der Trennung von Caviglia  wurde Perring Vyses Assistent. Bei der Erforschung der Pyramiden verwendeten er und Vyse auch Dynamit, um sich Zugang zu verschlossenen Bereichen der Grabmäler zu verschaffen.
Nach Vyses Rückkehr nach England im Jahre 1837 übernahm Perring mit Vyses finanzieller Unterstützung die weiteren Forschungen. Im Rahmen seiner Arbeit erstellte Perring unter anderem Karten, Pläne und Innenprofile der Pyramiden von Abu Roasch, Gizeh, Abusir, Sakkara und Dahschur.
Perring war 1839 der Erste, der das Innere der Userkaf-Pyramide in Sakkara durch einen zuvor von Orazio Marucchi (1852–1931) entdeckten Grabräubertunnel betrat. Im Inneren der roten Pyramide in Dahschur sind von Perring angebrachte Besuchergraffiti noch heute lesbar.
Die Ergebnisse seiner Arbeit bei der Vermessung der Pyramiden veröffentlichte Perring 1839–1842 in einem dreibändigen Werk unter dem Titel The Pyramids of Gizeh. Vyse veröffentlichte Perrings Skizzen ebenfalls im dritten Band seines eigenen dreiteiligen Werks unter dem Titel Appendix to Operations carried on at the Pyramids of Gizeh in 1837.

## Schriften
- John Shae Perring: The Pyramids of Gizeh, from actual Survey and Admeasurement. 3 Bände. James Fraser, London 1839–1842;
  - Band 1: The Great Pyramid. 1839, doi:10.11588/diglit.3557;
  - Band 2: The Second and Third Pyramids. 1840, doi:10.11588/diglit.3558;
  - Band 3: The Pyramids to the Southward of Gizeh and at Abou Roash: Also, Campbell’s Tomb, and a Section of the Rock at Gizeh. 1842, doi:10.11588/diglit.3559.
- Richard William Howard Vyse, John Shae Perring: Appendix to Operations carried on at the Pyramids of Gizeh in 1837.Band 3. John Weale u. a., London, 1842.